# You Energy Volley
You Energy Volley volleybollklubb från Piacenza, Italien. Klubben grundades 2018 och började spela direkt i Serie A2 genom att ta över Volleyball Aversas spellicens. Klubben bildades efter att Volley Piacenza från samma stad hade gått i konkurs samma år. De vann serien och kvalificerade sig därigenom för spel i Superlega (högsta serien), där de spelat sedan dess. Deras främsta titel är Coppa Italia 2022/2023.